# The Oysterman's Gold
The Oysterman's Gold è un cortometraggio muto del 1909. Il nome del regista non viene riportato nei credit del film.

## Trama
Per il pescatore di ostriche la giornata è stata piena di soddisfazioni: con la barca pesante, ritorna a terra dove vende il suo carico intascando un bel gruzzolo. Due lavoranti assistono alla transazione e decidono di rubargli la sacca con il denaro. Sulla strada di casa, lo aggrediscono e uno dei due ingaggia con il pescatore una lotta feroce. i due avversari cadono dalle rocce restando entrambi uccisi. Il terzo uomo si impossessa del denaro e fugge. Ma la sua cattiva coscienza lo perseguita e la visione della mano della vittima lo porta fino alle rocce, da dove si getta, trovando così anche lui la morte.

## Produzione
Il film fu prodotto dalla Lubin Manufacturing Company.

## Distribuzione
Distribuito dalla Lubin Manufacturing Company, il film - un cortometraggio della lunghezza di 218 metri - uscì nelle sale cinematografiche statunitensi il 28 giugno 1909. Nelle proiezioni, veniva programmato con il sistema dello split reel, accorpato in un'unica bobina con un altro cortometraggio prodotto dalla Lubin, la commedia Mary Jane Visits Her Country Cousin.